# Syncarpia glomulifera
Syncarpia glomulifera là một loài thực vật có hoa trong Họ Đào kim nương. Loài này được (Sm.) Nied. miêu tả khoa học đầu tiên năm 1893.

## Hình ảnh

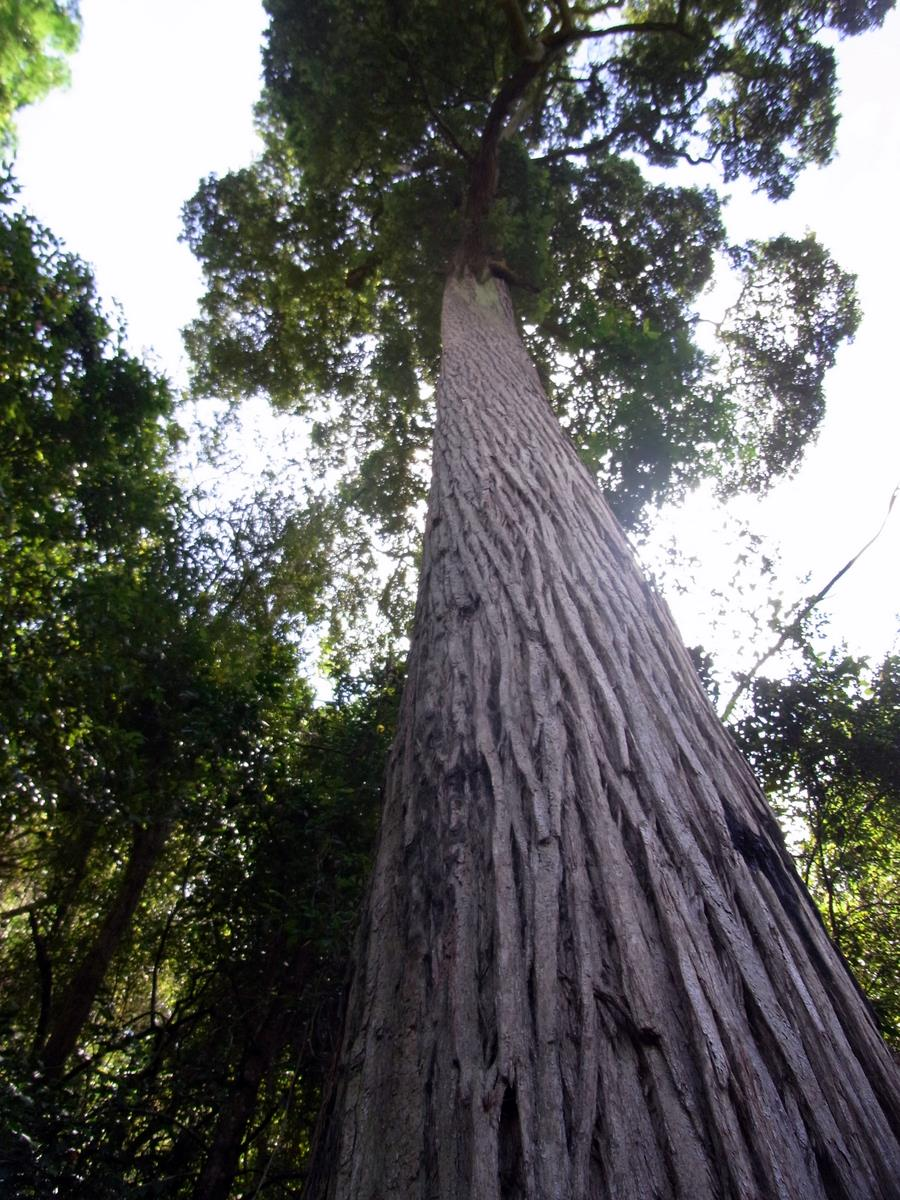
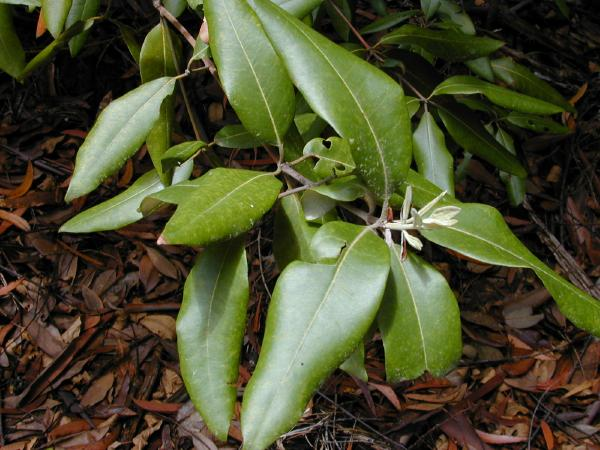
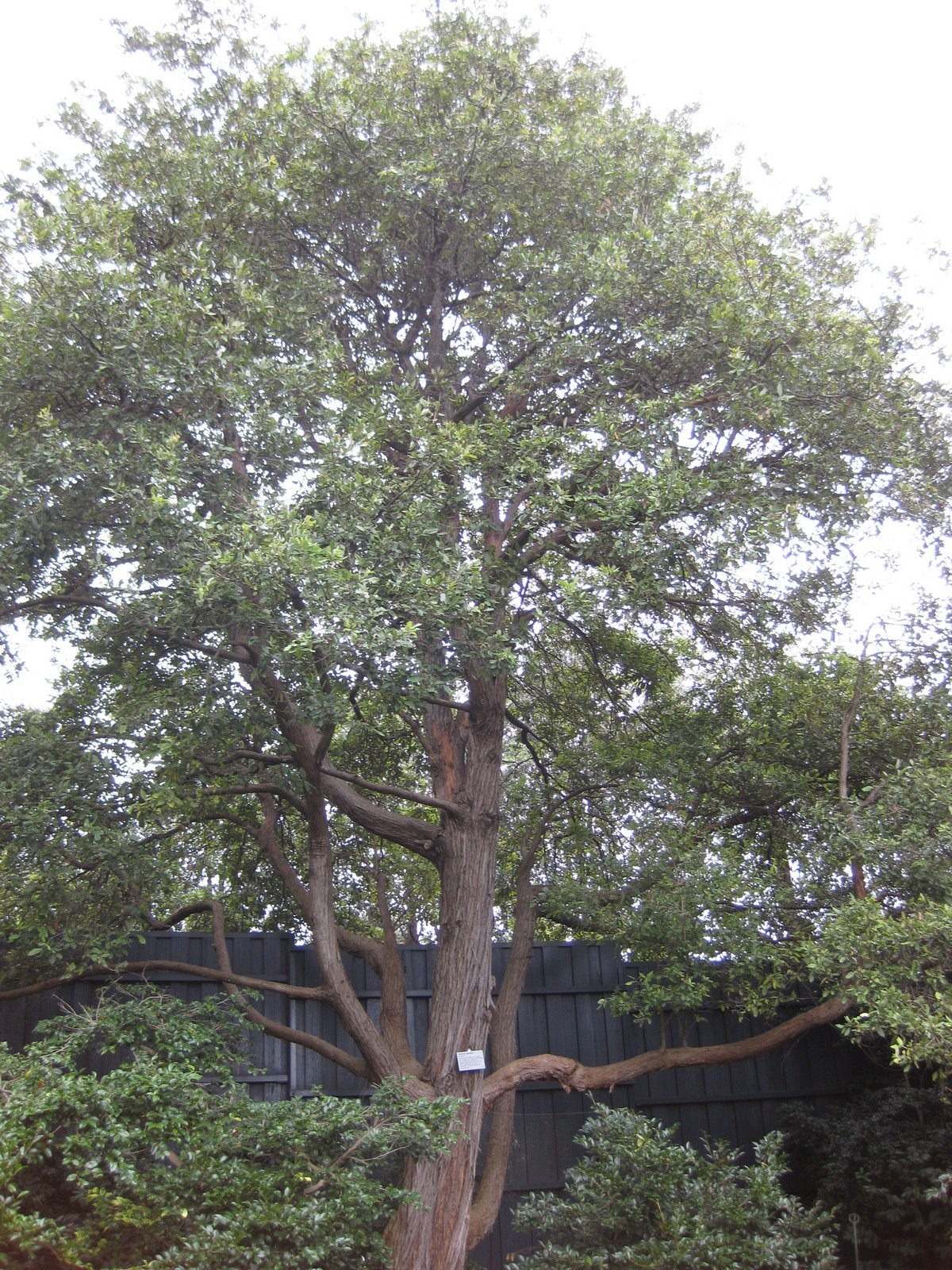
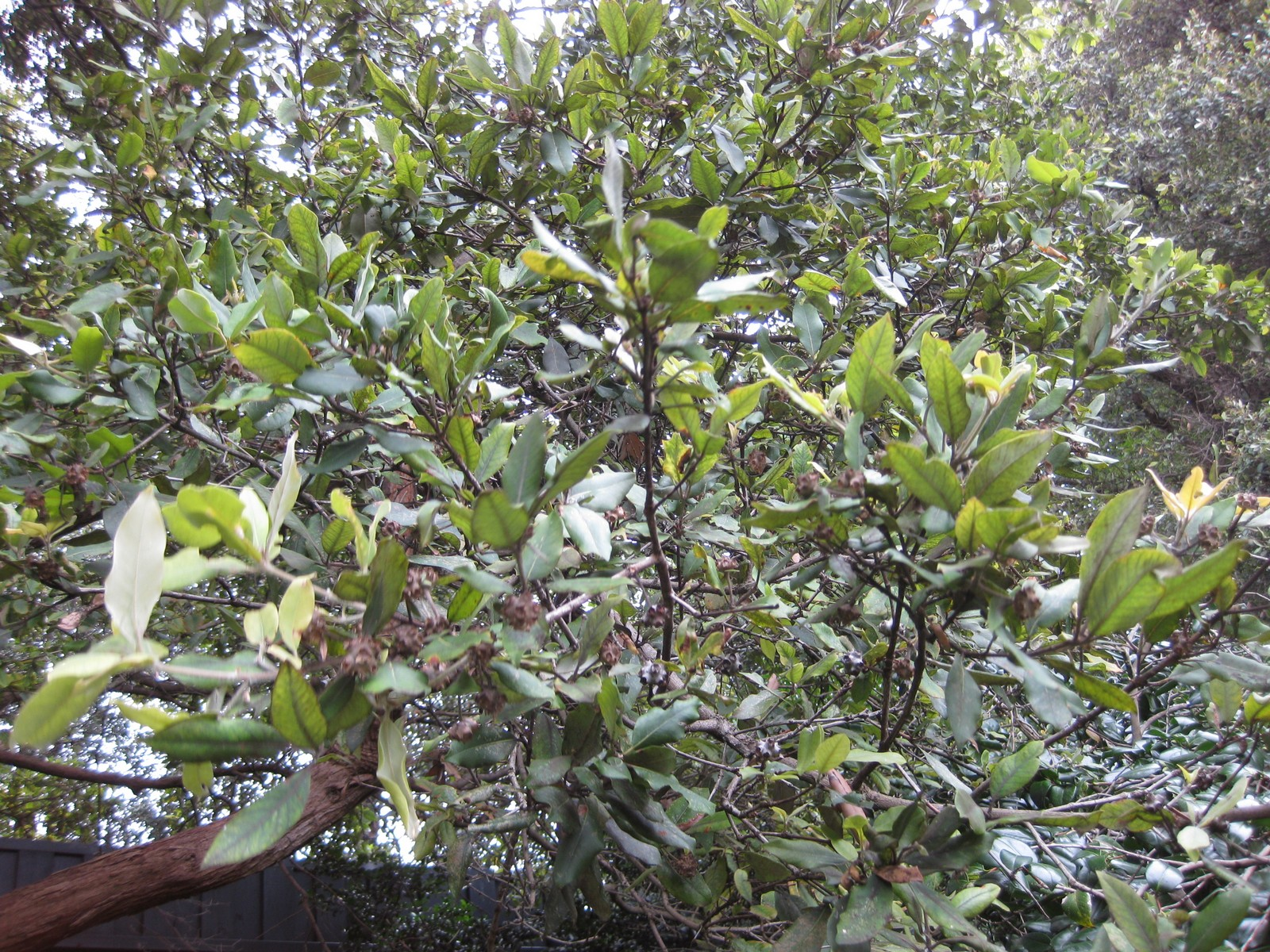